# Червоновуха черепаха звичайна
Червонову́ха черепа́ха звича́йна (Trachemys scripta) — вид черепах родини Прісноводні черепахи. У складі таксона налічують 3 підвиди. Поширений мешканець тераріумів, потенційно інвазивний вид на теренах України. В Європейському Союзі включено до списку чужорідних інвазійних видів.

## Опис
Загальна довжина тіла сягає 18—30 см. Голова невелика, шия довга. Карапакс овальної форми з рівними краями і слабо рельєфною поверхнею, утвореною опуклими щитками.
У молодих черепах карапакс оливковий з малюнком з концентричних темних смуг на кожному щитку. З віком зеленкуваті тони зникають, панцир зверху стає бурим, темно-коричневим або майже чорним, іноді з жовтуватим малюнком на щитках. Пластрон жовтий з темними плямами. Голова темна з численними поздовжніми жовтуватими смугами. Позаду очей яскрава витягнута пляма червоного або жовтого кольору.

## Спосіб життя
Полюбляє дрібні озера, ставки з низькими заболоченими берегами. Це некваплива тварина. Живиться безхребетними, молюсками, дрібною рибою, рослинною їжею.
Статева зрілість настає у 6—8 років. Парування починається у лютому. Самиця відкладає до 10 яєць, інколи до 22. Інкубаційний період триває від 103 до 150 діб.

## Поширення
Первинний ареал охоплює південні та східні штати США, на північ до Мічигану і Вашингтона, на південь до Північно-Східної Мексики.
Впровадженні заходи з розповсюдження цієї черепахи у Гамбії, на карибському острові Ґран-Тер, в Австралії, Колумбії, Бразилії, на Британських Віргінських островах, в Еквадорі, на Багамських островах, Сардинії (Італія), у Швеції, Швейцарії, Іспанії, Франції, Греції, Словаччині, Австрії, Бельгії, на Кіпрі, у Чехії, Данії, Домініканській Республіці, Еквадорі, Єгипті, Німеччині, Великій Британії, Гваделупі, Гуамі, Гаяні, Гондурасі, Угорщині, Індонезії, Ірландії, Ізраїлі, Японії, Малайзії, Мартиніці, Мікронезії, М'янмі, Нідерландах, Новій Зеландії, Філіппінах, Польщі, Португалії, Саудівській Аравії, Словенії, Південній Африці, Південній Кореї, Таїланді, В'єтнамі, на Шрі-Ланці, Тайвані та в Україні.

## Підвиди
- Trachemys scripta elegans
- Trachemys scripta scripta(інші мови)
- Trachemys scripta troostii(інші мови)